# De Havilland DH.95 Flamingo
Il de Havilland DH.95 Flamingo fu un aereo britannico, monoplano ad ala alta e bimotore, con compiti di trasporto passeggeri realizzato dalla de Havilland durante la Seconda guerra mondiale; fu utilizzato anche dalla RAF per il trasporto truppe e per servizi di comunicazione.

## Storia del progetto
Il Flamingo fu progettato dalla de Havilland come un aereo completamente in metallo, bimotore con ala alta, specificatamente per il trasporto passeggeri. Da notare che questo velivolo fu il primo aereo prodotto dalla de Havilland completamente in metallo, a differenza delle produzioni precedenti caratterizzate da un utilizzo massiccio di legno o al massimo legno e metallo; solo le superfici di controllo del mezzo furono ricoperte con tela. I piloti sedevano uno accanto all'altro mentre l'operatore radio trovava posto dietro le loro spalle, la cabina passeggeri poteva accogliere da 12 ad un massimo di 17 persone. Il carrello era retrattile e le eliche erano a passo variabile. Il Flamingo era ritenuto dalla de Havilland un validissimo mezzo di trasporto e contava di raggiungere elevati quantitativi di ordini, inoltre si riteneva che il DH.95 potesse essere in grado di competere ad armi pari con gli statunitensi Douglas DC-3 e Lockheed L-10 Electra.
Il primo prototipo volò il 22 dicembre del 1938, equipaggiato con motori Bristol Perseus da 890 hp (660 kW) e anche con questi motori meno potenti le prestazioni furono eccellenti riuscendo a decollare a pieno peso in 230 metri (750 ft) e mantenendo una buona velocità (190 km/h, 120 mph) e manovrabilità anche con un solo motore funzionante. I test si conclusero con successo e il DH.95 Flamingo ottenne tutte le autorizzazioni al volo il 30 giugno 1939, successivamente vennero posti in produzioni 20 esemplari.

### Produzione
- Flamingo prodotti secondo la specifica 21/39 e utilizzati per trasporto VIP: 2 esemplari.
- Flamingo prodotti secondo la specifica 29/39 e utilizzati con compiti di comunicazione: 1 esemplare.
- Flamingo in versione originale civile: 11 esemplari.

## Impiego operativo

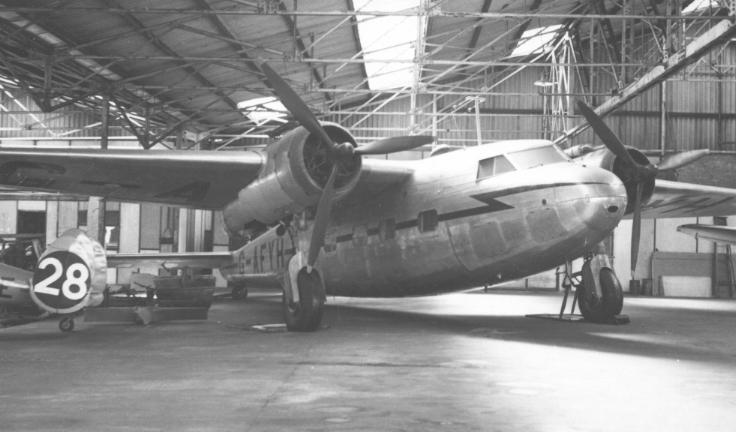
DH.95 Flamingo, siglato G-AFYH, della British Air Transport nel 1953.

Il prototipo fu spedito alla Jersey Airways nel 1939 per una prova e divenne il primo Flamingo venduto dalla compagnia; successivamente questo aereo fu impiegato dalla RAF. Ulteriori ordini di DH.95 da parte della Jersey Airways furono impediti dallo scoppio della guerra; ma quando la BOAC non ottenne il credito necessario all'acquisto dei Douglas DC-5 decise allora di comprare otto DH.95 Flamingo. Tali velivoli furono utilizzati su rotte per il medio oriente per tutta la durata del conflitto. Altri cinque velivoli furono consegnati alla Royal Air Force e uno al Royal Naval Air Service. La maggior parte dei DH.95 fu ritirata dal servizio nel 1950 mentre l'ultimo esemplare volante fu dismesso nel 1954.
Seguendo le specifiche dell'Air Ministry 19/39, fu realizzato un solo DH.95 Hertfordshire, versione modificata per il trasporto truppe. Fu modificata la forma della cabina, che passò da rettangolare ad ovale e furono aumentati i posti a sedere fino a 22. Un ordine di 40 esemplari fu cancellato per lasciare libera la de Havilland di realizzare gli addestratori Tiger Moth. L'unico esemplare di Hertfordshire precipitò a Mill Hill causando la perdita di 11 persone il 23 ottobre del 1940, probabilmente a causa di un difetto negli elevatori.

## Utilizzatori

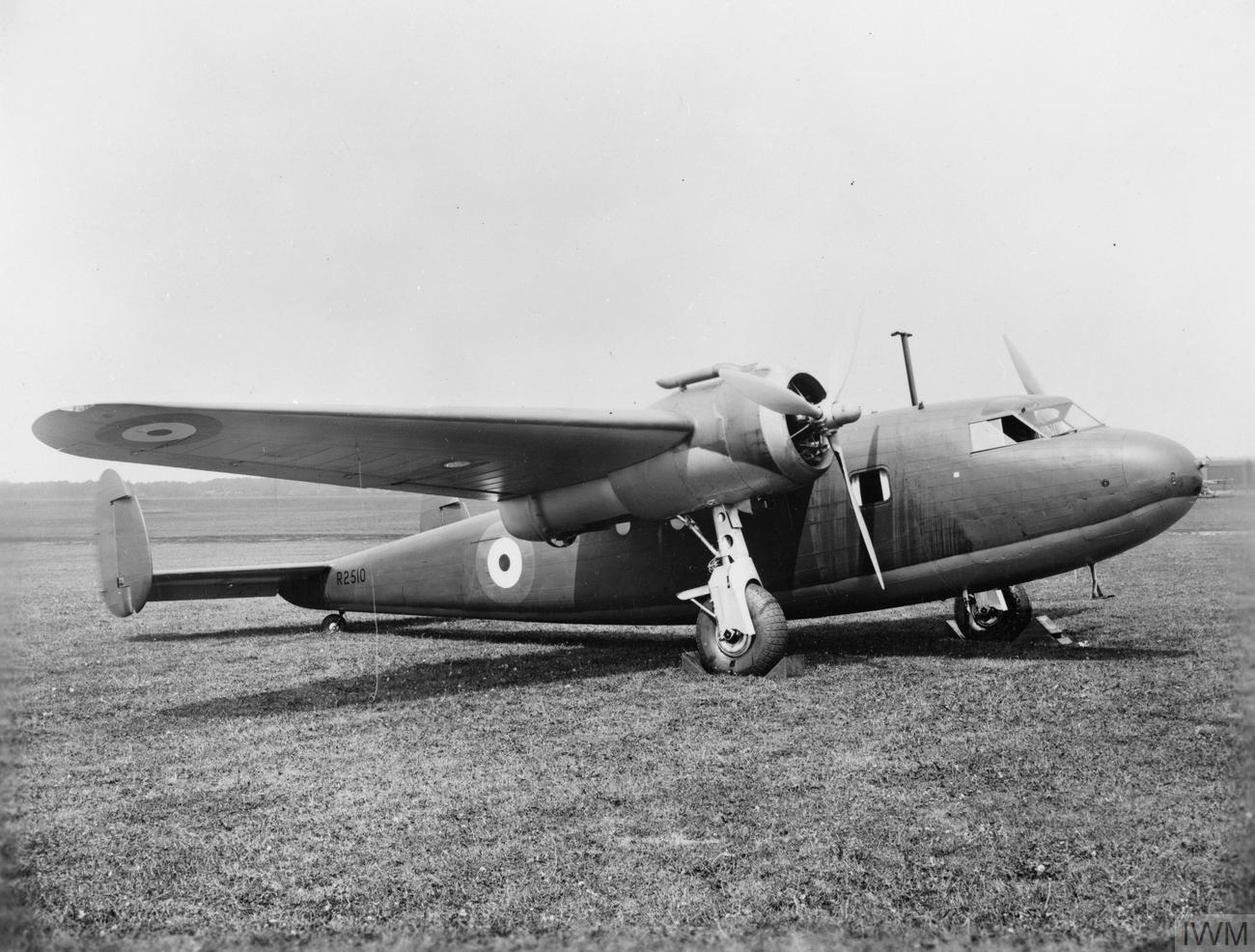
L'R2510, l'unico de Havilland DH.95 Hertfordfordshire, variante militare da trasporto del DH.95 Flamingo, fotografato nel 1940.

### Civili
Regno Unito
- British Overseas Airways Corporation (BOAC)
- British Air Transport
- Jersey Airways

### Militari
Regno Unito
- Royal Air Force
- Fleet Air Arm

### Pubblicazioni
- William Green, Gordon Swanborough, De Havilland's War Orphan, in Air Enthusiast, Number 30, Bromley, Kent, UK, Pilot Press, marzo-giugno 1996,  pp. 1-10.